# Комсомольский нефтеперерабатывающий завод
Комсомольский нефтеперерабатывающий завод — российский нефтеперерабатывающий завод, расположенный в городе Комсомольск-на-Амуре Хабаровского края. Юридическое название: ООО «РН-Комсомольский НПЗ». Занимает ключевое место в обеспечении нефтепродуктами российского Дальнего Востока.

## История
В 1938 году наркомат топливной промышленности СССР принял решение о строительстве НПЗ в Комсомольске-на-Амуре. В октябре 1939 года был создан государственный строительный трест «Дальнефтезаводстрой». Предприятие строилось специально для переработки нефти, добытой на Сахалине.
Начавшаяся Великая Отечественная война не позволила выстроить завод в намеченных объёмах. Пуск завода в эксплуатацию состоялся 1 декабря 1942 года в составе одной атмосферной трубчатки (АТ) мощностью 0,5 млн тонн нефти в год. Приказом наркомата нефтяной промышленности СССР завод стал называться «Государственный Союзный завод № 87». Предприятие сразу же начало поставлять топливо на фронт.
Снабжение завода нефтью осуществлялось по нефтепроводу Оха — Комсомольск-на-Амуре, строительство которого началось в 1940 году. В ноябре 1942 года сдана первая очередь до Софийска протяжённостью 387 км. Далее нефть доставлялась баржами по реке Амур, поэтому завод работал только в сезон навигации. В августе 1952 года нефтепровод полностью введен в эксплуатацию и завод получил возможность работать круглый год.
В 1962 году введена в эксплуатацию этилосмесительная установка, что позволило получать высокооктановые авиационные бензины.
К 1965 году мощность завода выросла до 1,35 млн тонн сахалинской нефти в год.
В 1968 году введена в эксплуатацию коксо-кубовая установка.
В 1970 году введена в эксплуатацию вторая нитка нефтепровода Оха — Комсомольск-на-Амуре.
В 1972 году мощность завода доведена до 2 млн тонн сахалинской нефти в год.
В 1979 году введена в эксплуатацию установка первичной переработки нефти ЭЛОУ-АВТ-3 мощностью 3 млн тонн в год. Совместно с сахалинской нефтью завод начал перерабатывать западносибирскую нефть, доставляемую железнодорожным транспортом.
В начале 1990-х годов предприятие было акционировано и включено в состав Роснефти. В 1999 году была принята программа коренной реконструкции завода.
В 2001 году был запущен комплекс каталитического риформинга мощностью 450 тыс. т в год.
В 2002 году введены в эксплуатацию установка первичной переработки нефти ЭЛОУ-АВТ-2 мощностью 2 млн тонн в год и блок изомеризации лёгкой нафты.
В 2005 году введены в эксплуатацию установка гидроочистки дизельного топлива проектной мощностью 800 тыс. тонн в год и установка производства элементарной серы мощностью 15 тонн в сутки.
В 2012 году введены в эксплуатацию установка замедленного коксования мощностью 1 млн тонн в год, блок предварительного фракционирования риформинга мощностью 1,5 млн тонн в год, база хранения и отгрузки сжиженных газов мощностью 2,4 тыс. м³.
В феврале 2016 года началось строительство нефтепровода-отвода от ВСТО на Комсомольский НПЗ. Нефтепровод протяженностью 293 км введён в эксплуатацию в июле 2019 года. Финансирование данного проекта осуществлялось ПАО "НК «Роснефть» в рамках соглашения об установлении долгосрочного тарифа с ПАО «Транснефть». Общий объем инвестиций по подключению Комсомольского НПЗ к системе магистральных нефтепроводов составил 50 млрд руб. Реализация проекта позволила обеспечить стабильную поставку нефти марки ESPO на Комсомольский НПЗ в объеме до 8 млн тонн в год.
С вводом в эксплуатацию нефтепровода-отвода от ВСТО завершён 40-летний период переработки заводом западносибирской нефти, которая поставлялась по системе трубопроводов «Транснефти» до узловых станций Уяр (неподалёку от Красноярска) и Зуй (рядом с Ангарском) и далее железнодорожным транспортом.

## Предприятие сегодня
Проектная мощность НПЗ составляет 8,0 млн тонн нефти в год. Завод перерабатывает восточносибирскую нефть, поступающую по отводу от магистрального нефтепровода «Восточная Сибирь — Тихий океан» (ВСТО). Поставки готовой продукции на рынок Дальнего Востока осуществляются через ООО «РН-Востокнефтепродукт», которое управляет сетью АЗС «Роснефть» в регионе.
Первичная переработка нефти происходит на двух технологических установках: ЭЛОУ-АВТ-2 и ЭЛОУ-АВТ-3 проектной мощностью 2,5 и 5,5 миллионов тонн в год соответственно.
Реализуется поэтапная программа модернизации Комсомольского НПЗ. В 2014 году достигнут максимальный объем переработки нефти — 7,6 млн тонн, что на 6,26 % (476 тыс. тонн) выше показателя 2013 года. С августа 2015 года Комсомольский НПЗ полностью перешел на выпуск топлив по стандарту «Евро-5».
В 2012 году началось строительство комплекса гидрокрекинга и гидроочистки дизельного топлива мощностью 3,65 млн т в год. В 2013 были завершены строительно-монтажные работы по «нулевому циклу» установок этого комплекса; осуществлены поставка и монтаж реакторов. Ведется монтаж металлоконструкций и оборудования установок производства водорода и серы (2-я очередь), строительство объектов общезаводского хозяйства.
В приоритете внедрение на Комсомольском НПЗ системы «цифрового завода». В октябре 2018 года на новые информационные технологии была переведена операторная центра управления производством. В начале 2019 года модернизирована автоматизированная система управления технологическим процессом (АСУ ТП) установки ЭЛОУ-АВТ-3, в которой были внедрены современные цифровые технологии на основе математических моделей. Это позволяет вести технологический процесс установки в наиболее благоприятных режимах и, как следствие, увеличить отбор светлых фракций, снизить потребление энергоресурсов, а также сократить нагрузку на технологический персонал за счёт снижения информационного потока.
Основные виды продукции предприятия: бензин, дизельное топливо, керосин, мазут, нефтяной кокс. Продукция Комсомольского НПЗ реализуется не только на территории российского Дальнего Востока, но и экспортируется в страны Азиатско-Тихоокеанского региона. Экспорт осуществляется через терминал по перевалке нефтепродуктов ООО «РН-Морской терминал Находка».
| Год  | Объём переработки нефти (млн т) | Глубина переработки | Выход светлых нефтепродуктов | Структура выпуска нефтепродуктов (млн т) | Структура выпуска нефтепродуктов (млн т) | Структура выпуска нефтепродуктов (млн т) | Структура выпуска нефтепродуктов (млн т) | Структура выпуска нефтепродуктов (млн т) | Структура выпуска нефтепродуктов (млн т) |
| Год  | Объём переработки нефти (млн т) | Глубина переработки | Выход светлых нефтепродуктов | Автомобильные бензины                    | Дизельное топливо                        | Керосины                                 | Нафта                                    | Мазут                                    | Прочие                                   |
| ---- | ------------------------------- | ------------------- | ---------------------------- | ---------------------------------------- | ---------------------------------------- | ---------------------------------------- | ---------------------------------------- | ---------------------------------------- | ---------------------------------------- |
| 2014 | 7,60                            | 60,9 %              | 58,7 %                       | 0,4                                      | 2,7                                      | 0,3                                      | 1,1                                      | 2,9                                      | -                                        |
| 2015 | 7,05                            | 62,8 %              | 58,2 %                       | 0,4                                      | 2,5                                      | 0,3                                      | 0,9                                      | 2,6                                      | 0,2                                      |
| 2016 | 6,24                            | 79,8 %              | 59,4 %                       | 0,480                                    | 2,292                                    | 0,277                                    | 0,655                                    | 1,224                                    | 1,163                                    |
| 2017 | 6,44                            | 89,2 %              | 64,0 %                       | 0,548                                    | 2,592                                    | 0,298                                    | 0,682                                    | 0,656                                    | 1,543                                    |
| 2018 | 6,59                            | 89,1 %              | 63,3 %                       | 0,486                                    | 2,695                                    | 0,329                                    | 0,663                                    | 0,681                                    | 1,575                                    |
| 2019 | 7,23                            | 75,9 %              | н/д                          | 0,566                                    | 2,609                                    | 0,189                                    | 0,626                                    | 1,709                                    | 1,389                                    |
| 2020 | 5,86                            | 63,1 %              | н/д                          | 0,4                                      | 2,0                                      | -                                        | 0,6                                      | 2,1                                      | 0,6                                      |

## Влияние на окружающую среду
В рамках охраны окружающей среды Комсомольский НПЗ проводит работы по модернизации производственных мощностей, в которые входит строительство установок первичной переработки нефти, очистных сооружений с биомембранной очисткой стоков и других экологических объектов. В 2022 году в Комсомольске-на-Амуре был завершён второй этап возведения двухкилометрового бетонного коллектора ручья Клюквенный, который не допускает подтопления улиц города во время паводка. В ходе второго этапа в 2023 году ведется монтаж насосных станций ливневой канализации и эстакады для приборов автоматического отслеживания колебаний уровня воды в ручье.
В 2022 году Комсомольский НПЗ инвестировал в природоохранные мероприятия 2 млрд рублей, в результате чего снизил нагрузку на атмосферу на 2,2% по сравнению с 2021 годом и на 7% за последние четыре года. В этом же году в целях поддержания биоразнообразия Хабаровского края предприятие организовало посадку около шести тысяч саженцев различных пород деревьев. Также завод ведёт деятельность по обращению с отходами — за 2022 год на переработку и вторичное использование было передано 100% отходов, в том числе 22 тонны макулатуры.

## Собственники и руководство
На данный момент Комсомольский НПЗ находится под контролем ПАО "НК «Роснефть».